# 亞馬遜雨林
亞馬遜雨林（葡萄牙語：Amazônia），又稱亞馬遜河雨林，位於南美洲亞馬遜盆地的熱帶雨林，佔地僅存約500萬平方公里，使這片雨林生機盎然的就是亞馬遜河。雨林橫越了8個國家：巴西（佔森林60%面積）、哥倫比亞、秘魯、委內瑞拉、厄瓜多尔、玻利維亞、圭亞那及蘇利南，包括法屬圭亞那。其中4個國家將雨林所屬州份取名亞馬遜州。亞馬遜雨林佔世界雨林面積的一半，森林面積的21%，是全球最大及物種最多的熱帶雨林。

## 森林砍伐

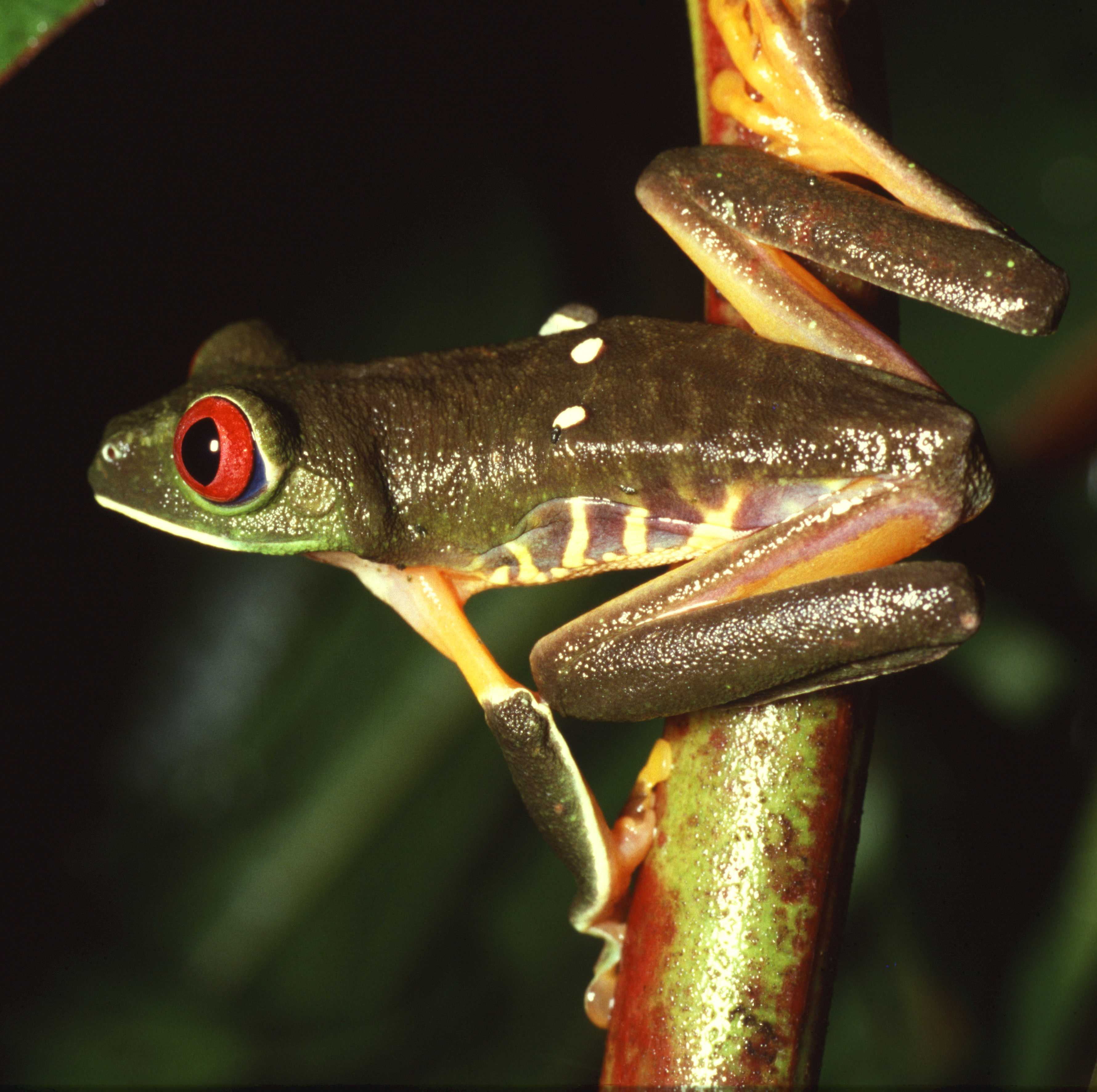
亞馬遜雨林的去森林化會危害多個品種的樹蛙，牠們對環境的轉變非常敏感。圖中所見為紅眼樹蛙（Agalychnis callidryas）

近五分之一的亞馬遜雨林已經被破壞，剩餘的部份依然面臨危機。在1990年至2000年短短10年間，亞馬遜雨林遭到破壞的面積由4,150萬公頃上升至5,870萬公頃——相等於葡萄牙的2倍面積。主要原因是巴西农民为了经济效益大规模砍伐雨林来种植大豆和油棕（产棕榈油）。
在巴西，國家太空研究院每年公佈森林砍伐的數字。森林砍伐的數字是根據測地衛星Landsat於亞馬遜雨林旱季時拍攝的100至220幅相片估計而得出。估計數字只考慮到損失了的亞馬遜雨林生物群系，沒有考慮到雨林中的天然草原或稀樹草原的損失。根據INPE指出，於巴西境內的亞馬遜雨林生物群系的原本面積為4,100,000平方公里，於2005年減少至3,403,000平方公里——損失達17.1%。

## 碳元素的動態

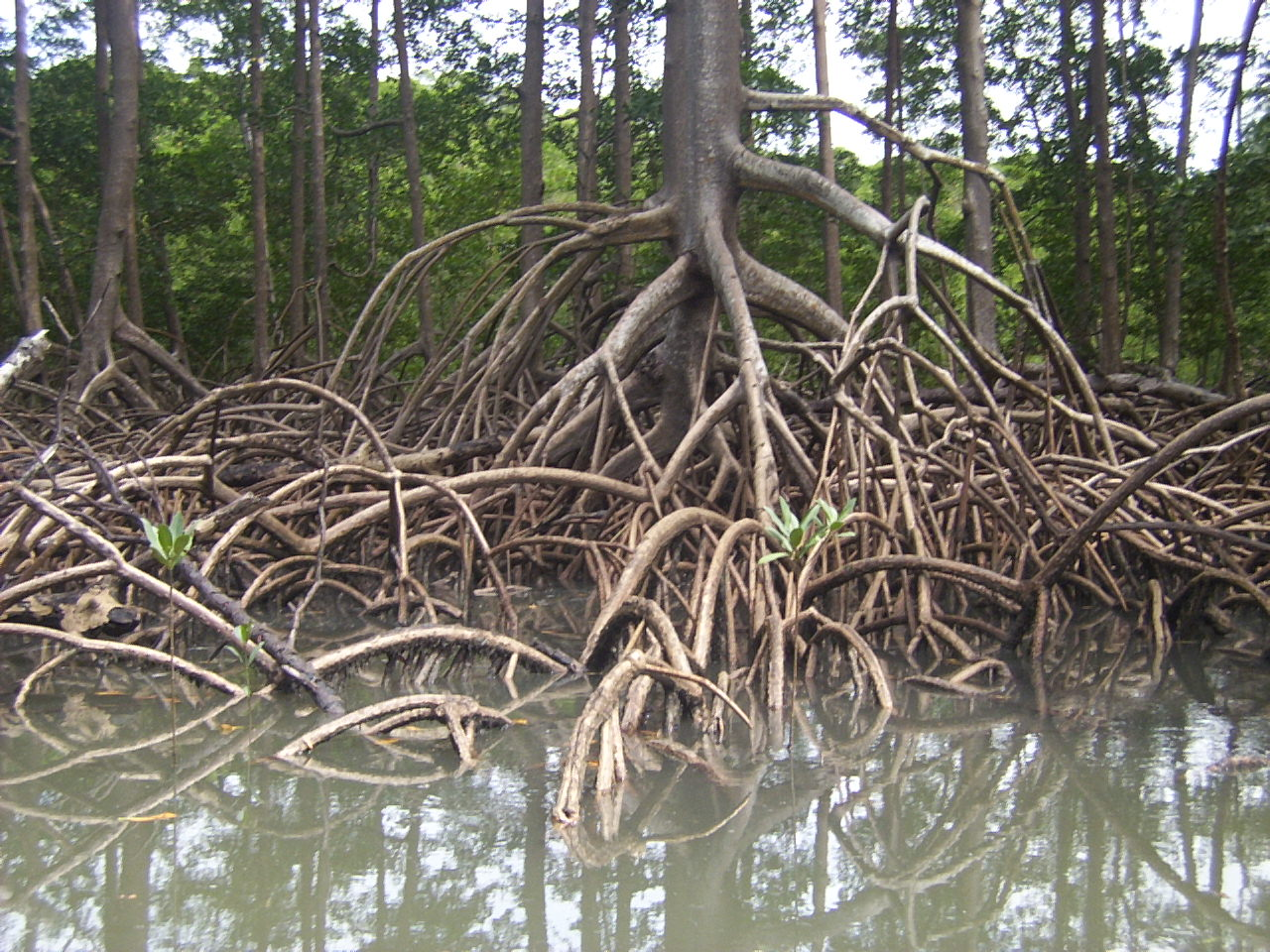
亞馬遜河紅樹林的氣生根

環境學家所憂慮到的不單是森林遭破壞後對生物多樣性的損害，更憂慮到森林遭破壞後植物所釋出的碳元素可能會加速全球暖化。
亞馬遜雨林的常綠森林佔全球陸地主要碳元素產量的10%及生態系統碳元素儲存量的10%— 約為1.1 x 1011公噸碳元素。於1975年至1996年間，亞馬遜雨林的每1公頃面積每1年估計積存達0.62 ± 0.37噸碳元素。因火災而對亞馬遜雨林造成的去森林化，使巴西成為其中一個溫室氣體排放量最高的地方之一。巴西每年排放約3億公噸二氧化碳，當中2億來自砍伐及焚燒亞馬遜雨林。据英国卫报报道亚马逊雨林释放的二氧化碳比吸收的要多，据称它已经成为了二氧化碳气体的来源。

## 保育
一些環境學家提出保育雨林不單只有生物學上的動機，亦有其經濟動機。若以可持續方式耕作水果、橡膠及木材，每1公頃的秘魯亞馬遜雨林價值約US$6820；若以非持續性方式耕作商業木材，則值約US$1000；若將林地改作牧草場，則只值US$148，但這個假設被廣泛地質疑。
巴西空軍一直以來利用巴西航空工業公司 Embraer R-99監察機監測亞馬遜雨林，此為亞馬遜監控系統（SIVAM, Sistema de Vigilância da Amazônia）計劃的一部份。於2004年7月的一個會議上，科學家警告雨林將不能夠維持以往每年吸收百萬噸計的溫室氣體，原因是雨林遭破壞的速度正在加劇。單單於2003年，已有9,169平方英里的雨林被砍伐了。
單單在巴西，超過90個原住民部族於1900年代被戰爭與疾病摧毀，數百年來累積對雨林物種醫學價值的知識亦除之散失。由於領土持續被森林砍伐破壞及生態滅絕，例如於秘魯亞馬遜，本土的部族不斷地消失。
2023年6月5日，巴西總統魯拉簽署了文件，目標在2030年達到亞馬遜雨林「零砍伐」，實行方式為砍掉多少樹就種多少樹。

## 氣候轉變對亞馬遜雨林的影響
有證據顯示亞馬遜雨林的植被在過去210,000年，經歷末次盛冰期及冰蝕期（deglaciation），出現了重大的變化。
分析過亞馬遜盤地古湖（paleolake）及沖積扇中的沈澱物，顯示出盤地在末次盛冰期的降雨量比現時的為少，這幾乎可以肯定是因為盤地潮濕的熱帶植被減少所造成。對於當時植被減少的廣泛程度，科學家有不同的爭論。有科學家認為雨林萎縮至細小及分離的物種遺區（refugium），被空曠的森林及草原分隔著；有科學則認為雨林依然完整，只是北部、東部及南部沒有伸延至如現時的這麼遠。這個爭論實難以解決，原因是雨林研究工作實際上的限制，意味著數據取樣可能與中央的亞馬遜盤地出現偏差。以上兩個的見解，都有合理的數據支持。
全球氣候模式預測未來因溫室氣體排放所造成的氣候變化，顯示在降雨量嚴重減少及溫度上升的情況下，亞馬遜雨林可能無法維持，導致盤地上的雨林於公元2100年前幾乎完全消失。但是，不同的亞馬遜盤地氣候模型得出不同的降雨量估計結果，由輕微上升至嚴重下跌的結果都有。結果指示出雨林在21世紀可能受到氣候轉變及去森林化的危害。

### 亞馬遜雨林乾旱的影響
2005年，亞馬遜經歷100年來最嚴重的乾旱，正踏入連續第二年乾旱。2006年7月23日，英國《獨立報》網站報導，林洞研究中心總結指出，由於大量砍伐森林，導致亞馬遜乾旱，迅速將整個地區推向一個「引爆點」（英語：tipping point），屆時雨林將無可挽回地開始死亡。森林已站在沙漠化的邊緣，將對全球氣候帶來災難性影響，世界可能滅亡。

## 嚴重事故
自2019年起，亞馬遜雨林因過量砍伐、環境因素、氣候變化等問題頻頻發生火災，截至2019年8月，亞馬遜雨林於短短8個月時間內已發生了約4萬宗火災，較2018年同期增長77%。美國國家航空暨太空總署（NASA）發布了幾張在8月拍攝的衛星圖像顯示，朗多尼亚州和亞馬遜州因火災導致上空濃煙滾滾，這些灰煙在亞馬遜河上空形成一條走廊，在巴西各地蔓延，甚至距離朗多尼亚州2200公里的聖保羅市，也受到森林火災的煙霧影響，而落下「黑雨」，經證實雨中存在燃燒顆粒。雨林火災造成大量居住於雨林中的動物喪生。此次長達超過3星期的火災沒有得到巴西當地人的救援，當事件揚名國際後，巴西總統雅伊爾·博索納羅備受遣責，歐洲市民亦紛紛上街示威望巴西盡力救火，雅伊爾·博索納羅亦因法國總統馬克宏望於G7峰會上優先商討亞馬遜大火這項緊急狀況而與其發生隔空罵戰，雅伊爾·博索納羅認為其在「干預巴西內政」及表示「巴西沒有資源應付大火」。而後來雅伊爾·博索納羅亦在遭受全球施壓下才下令軍隊救火。其他國家開始民眾擔憂巴西政府的無能及亞馬遜雨林的未來安危。此次大火亦揭發了之前亞馬遜雨林砍伐面積增加及雅伊爾·博索納羅開發雨林等事故，惟遭博索納羅本人否認而惹巴西國家太空研究院院長里卡多·加爾旺（Ricardo Galvao）反擊，二人展開罵戰。後博索納羅在各界壓力下宣佈全國在60日內不得以焚燒林木的方式清理農地。

## 外部連結
- 绿色和平：亚马逊雨林 （页面存档备份，存于）
- 亞馬遜沙漠化全球氣候告危 地球或變得不宜居住
- 亞馬遜沙漠化 全球氣候告危[永久]
- 海水升溫濫伐木導致乾旱[永久]